# Andrew Scott
Andrew Scott (Dublin, 1976. október 21. –) ír színházi- és filmszínész. Munkásságáért számos díjat és elismerést kapott, köztük két Laurence Olivier-díjat és két IFTA-díjat, valamint a Brit Akadémia televíziós díját.

## Fiatalkora és tanulmányai
Scott Dublinban született. Apja, Jim, egy munkaközvetítő ügynökségnél dolgozott, anyja, Nora, pedig tanár volt. Nővére, Sarah, edző, húga, Hannah, pedig színésznő. A dél-dublini Gonzaga Középiskolába járt, mely kizárólag fiúk számára nyitott jezsuita iskola. Szombatonként színjátszást tanult, és szerepelt két reklámfilmben is. 17 évesen szerepelt először filmben, a Koreában (1995). Ösztöndíjat nyert egy művészeti iskolába, de helyette a Trinity College-ben folytatta színjátszó tanulmányait. Innen hat hónap után továbbállt, és csatlakozott a dublini Abbey Theatre társulatához. Innen költözött Londonba, mindössze 22 évesen.

## Karrierje
Egy kisebb szerepet kapott Steven Spielberg filmjében, a Ryan közlegény megmentésében (1998), majd a Hosszú út az éjszakába című színdarabban játszott, amit Karel Reisz rendezett. 1998-ban megkapta a Sunday Independent Spirit of Life Arts díjátadóján az év színészének járó díjat, valamint az Irish Times Theatre díjára is jelölték a legjobb mellékszereplő kategóriában. Ezután Ewan McGregor mellett játszott a Nora és Joyce (2000) című filmben, majd a The Americanban (1998) szerepelt, Diana Rigg és Matthew Modine oldalán. Nem sokkal később a londoni színházakban is bemutatkozott, a Dublin Carollal. 2000-ben A hosszúsági fok című minisorozatban kapott szerepet, majd 2001-ben Az elit alakulatban – ez utóbbit nem igazán élvezte. 2004-ben előbb a My Life In Film című BBC-produkcióban szerepelt, majd megkapta első Laurence Olivier-díját, és a Színházlátogatók Díját is. Ezután a Pulitzer-díjra jelölt Christopher Sinn Dying City című művét vitték színpadra. 2006-ban a The Vertical Hour című darabbal bemutatkozott a Broadway-en is, Julianne Moore és Bill Nighy társaságában. 2008-ban a díjnyertes HBO-sorozatban, a John Adamsben játszott, ahol Meryl Streep lánya, Mamie Gummer játszotta a testvérét. 2009-ben egy egyszemélyes darab, a Sea Wall címszerepét játszhatta el. 2009-ben másodszor is megkapta az Olivier-díjat, a Cock-ban nyújtott alakításáért. Dicsérettel illették a 2010-es Foyle háborúja játszott szerepéért is, ahol egy ártatlanul halálra ítélt embert játszott.
Az igazi sikert a 2010-es brit Sherlock-sorozat hozta meg, ahol Jim Moriartyt formálta meg. Ugyanebben az évben a Garrow's Law-ban egy meleg férfit játszott, akit szodómia vádjával állítottak bíróság elé. 2011-ben A császár és a Galiléus című darabban játszott, emellett többször felkérték, hogy adja a hangját rádiójátékokhoz és hangoskönyvekhez. Ő volt Jay Gatsby A nagy Gatsby-ben, és Stephen Dedalus James Joyce Ulysses-ében.
Szerepelt a Spectre – A Fantom visszatér (2015) című James Bond-filmben, illetve az Alice Tükörországban (2016) című filmben is. 2017-ben másodszor is jelölték Laurence Olivier-díjra, a Hamlet címszerepében nyújtott színpadi alakításáért, a következő évben pedig Edgart játszotta a Lear királyban, amelyből a BCC készített televíziós adaptációt. 2018-ban főszerepet kapott a Fleabag című sorozatban is, amely újabb díjakra jelölték. Ugyancsak jelölést kapott a Fekete tükör Smithereen című epizódjában játszott főszerepért, de ebben az évben Laurence Olivier-díjat is nyert a Present Laughter című színdarab felújításában nyújtott teljesítményéért. A filmvásznon 2019 és 2022 között játszott főszerepet Az Úr sötét anyagai című sorozatban, illetve 2024-ben a Ripley című minisorozatban.

## Magánélete
Scott nyíltan homoszexuális, a The Independent Szivárvány-listáján a 22. helyen volt található 2014-ben. Szexuális beállítottságáról úgy nyilatkozott, hogy „szerencsére manapság az emberek nem látják jellemhibának azt, ha valaki meleg. De ez nem is erény, mint a nagylelkűség. Sem tehetség, mint mondjuk bendzsón játszani. Ez egyszerűen csak egy tény. Persze hozzátartozik a jellememhez, de nem kérkedek vele.”
Az IdeasTap-mozgalom támogatója volt annak megszűnéséig, amelyben fiatal színészeket mentoráltak és segítettek a karrierjük beindításában.

## Filmográfia

### Film
| Év   | Magyar cím                   | Eredeti cím                     | Szerep                    | Magyar hang     |
| ---- | ---------------------------- | ------------------------------- | ------------------------- | --------------- |
| 1995 |                              | Korea                           | Eamonn Doyle              |                 |
| 1997 |                              | Drinking Crude                  | Paul                      |                 |
| 1998 | Ryan közlegény megmentése    | Saving Private Ryan             | katona a tengerparton     |                 |
| 1998 |                              | The Tale of Sweety Barrett      | Danny                     |                 |
| 2000 | Nora és Joyce                | Nora                            | Michael Bodkin            |                 |
| 2003 | Holttestek                   | Dead Bodies                     | Tommy McGann              |                 |
| 2009 |                              | The Duel                        | Laevsky                   |                 |
| 2010 |                              | Garrow's Law                    | Jones kapitány            |                 |
| 2013 |                              | Legacy                          | Viktor Koszlov            |                 |
| 2013 |                              | The Stag                        | Davin                     |                 |
| 2014 | Locke – Nincs visszaút       | Locke                           | Donal                     | Bartucz Attila  |
| 2014 | Büszkeség és bányászélet     | Pride                           | Gethin Roberts            | Rajkai Zoltán   |
| 2014 | Tiltott táncok               | Jimmy's Hall                    | Seamus atya               | Szatmári Attila |
| 2015 | Spectre – A Fantom visszatér | Spectre                         | C (Max Denbigh)           | Rajkai Zoltán   |
| 2015 | Victor Frankenstein          | Victor Frankenstein             | Roderick Turpin felügyelő | Bozsó Péter     |
| 2016 |                              | Swallows and Amazons            | Lazlow                    |                 |
| 2016 | Alice Tükörországban         | Alice Through the Looking Glass | Addison Bennett           | Rajkai Zoltán   |
| 2016 |                              | This Beautiful Fantastic        | Vernon                    |                 |
| 2016 | Vörös ördög                  | Handsome Devil                  | Dan Sherry                |                 |
| 2016 | Tagadás                      | Denial                          | Anthony Julius            | Rajkai Zoltán   |
| 2017 |                              | The Delinquent Season           | Chris                     |                 |
| 2018 | Acélország                   | Steel Country                   | Donald Devlin             | Rajkai Zoltán   |
| 2019 | 1917                         | 1917                            | Leslie hadnagy            | Rajkai Zoltán   |
| 2022 | Catherine, a madárka         | Catherine Called Birdy          | Lord Rollo                |                 |
| 2023 | Mind idegenek vagyunk        | All of Us Strangers             | Adam                      | Rajkai Zoltán   |
| 2025 | Újra akcióban                | Back in Action                  | Baron                     | Rajkai Zoltán   |

Rövidfilmek
- 2001: I Was the Cigarette Girl – Tim
- 2010: Chasing Cotards –  Hart Elliot-Hinwood
- 2010: Silent Things – Jake
- 2012: Sea Wall – Alex
- 2017: The Hope Rooms – Sean
- 2019: | Cognition – Elias

### Televízió
| Év        | Magyar cím           | Eredeti cím                             | Szerep                              | Megjegyzések                                          |
| --------- | -------------------- | --------------------------------------- | ----------------------------------- | ----------------------------------------------------- |
| 1995      |                      | Budgie                                  | Peter                               | tévéfilm                                              |
| 1998      |                      | Miracle at Midnight                     | Michael Grunbaum                    | tévéfilm                                              |
| 1998      |                      | The American                            | Valentin de Bellegarde              | tévéfilm                                              |
| 2000      | A hosszúsági fok     | Longitude                               | John Campbell                       | - 4 epizód - magyar hangja: - Kárpáti Levente         |
| 2001      | Az elit alakulat     | Band of Brothers                        | John "Cowboy" Hall közlegény        | 1 epizód                                              |
| 2003      |                      | Killing Hitler                          | mesterlövész                        | dokumentumfilm                                        |
| 2004      |                      | My Life in Film                         | Jones                               | 6 epizód                                              |
| 2005      |                      | The Quatermass Experiment               | Vernon                              | tévéfilm                                              |
| 2007      |                      | Nuclear Secrets                         | Andrej Szaharov                     | 1 epizód                                              |
| 2008      | John Adams           | John Adams                              | William Smith ezredes               | minisorozat (4 epizód)                                |
| 2008      | Egy kis füllentés    | Egy kis füllentés                       | Barry                               | tévéfilm                                              |
| 2010      |                      | Garrow's Law                            | Jones kapitány                      | 1 epizód                                              |
| 2010      | Foyle háborúja       | Foyle's War                             | James Devereaux                     | 1 epizód                                              |
| 2010      |                      | Lennon                                  | Paul McCartney                      | tévéfilm                                              |
| 2010–2017 | Sherlock             | Sherlock                                | Jim Moriarty                        | 8 epizód                                              |
| 2011      |                      | The Hour                                | Adam Le Ray                         | 1 epizód                                              |
| 2012      |                      | Blackout                                | Dalien Bevan                        | 3 epizód                                              |
| 2012      | A bűnbak             | The Scapegoat                           | Paul                                | - tévéfilm - magyar hangja: - Rajkai Zoltán           |
| 2012      |                      | The Town                                | Mark Nicholas                       | 3 epizód                                              |
| 2013      |                      | Dates                                   | Christian                           | 1 epizód                                              |
| 2016      |                      | The Hollow Crown: The Wars of the Roses | XI. Lajos francia király            | 1 epizód                                              |
| 2016      |                      | Earth's Seasonal Secrets                | narrátor                            | 4 epizód                                              |
| 2017      |                      | Quacks                                  | Charles Dickens                     | 1 epizód                                              |
| 2017–2018 | Hős6os: A sorozat    | Big Hero 6: The Series                  | Obake (hangja)                      | 11 epizód                                             |
| 2017–2021 |                      | School of Roars                         | Narrátor / Mr. Marrow / Mr. Yummble | főszereplő                                            |
| 2018      | Lear király          | King Lear                               | Edgar                               | tévéfilm                                              |
| 2019      |                      | Fleabag                                 | Pap                                 | 6 epizód                                              |
| 2019      | Fekete tükör         | Black Mirror                            | Chris Gillhaney                     | 1 epizód ("Smithereen")                               |
| 2019      |                      | Modern Love                             | Tobin                               | 1 epizód                                              |
| 2019–2022 | Az Úr sötét anyagai  | His Dark Materials                      | John Parry ezredes / Jopari         | 7 epizód                                              |
| 2021      | Hajsza a szerelemért | The Pursuit of Love                     | Lord Merlin                         | - 3 epizód - magyar hangja: - Rajkai Zoltán           |
| 2021      |                      | Oslo                                    | Terje Rød-Larsen                    | tévéfilm                                              |
| 2024      | Ripley               | Ripley                                  | Tom Ripley                          | - 8 epizód - producer - magyar hangja: - Varju Kálmán |

## Színház
| Év        | Cím                                | Szerep              | Rendező            | Társulat                                |
| --------- | ---------------------------------- | ------------------- | ------------------ | --------------------------------------- |
| 1992      | Brighton Beach Memoirs             | Stan                | Rita Tieghe        | Andrew's Lane, Dublin                   |
| 1996      | Hat szerep keres egy szerzőt       | A fiú               | John Crowley       | Abbey Theatre                           |
| 1996      | Figaro házassága                   | Cherubino           | Brian Brady        | Abbey Theatre                           |
| 1996      | A jelentéktelen asszony            | Gerald Arbuthnot    | Ben Barnes         | Abbey Theatre                           |
| 1997      | Vaknyugat                          | Welsh atya          | Garry Hynes        | Druid Theatre Co.                       |
| 1998      | Hosszú út az éjszakába             | Edmund              | Karel Reisz        | The Gate, Dublin                        |
| 2000      | Dublin Carol                       | Mark                | Ian Rickson        | Old Vic/Royal Court                     |
| 2000      | The Secret Fall of Constance Wilde | Lord Alfred Douglas | Patrick Mason      | Abbey Theatre/Barbican, RSC             |
| 2001      | The Coming World                   | Ed/Ty               | Mark Brickman      | Soho Theatre                            |
| 2001      | Crave                              | B                   | Vicky Featherstone | Royal Court                             |
| 2002      | Original Sin                       | Angel               | Peter Gill         | Sheffield Crucible                      |
| 2002      | Playing the Victim                 | Valya               | Richard Wilson     | Told by an Idiot                        |
| 2003      | The Cavalcaders                    | Rory                | Robin Lefevre      | Tricycle Theatre                        |
| 2004      | A Girl in a Car with a Man         | Alex                | Joe Hill-Gibbins   | Royal Court                             |
| 2005      | Arisztokraták                      | Casimir             | Tom Cairns         | National Theatre                        |
| 2006      | Dying City                         | Craig/Peter         | James McDonald     | Royal Court                             |
| 2006      | The Vertical Hour                  | Philip Lucas        | Sam Mendes         | The Music Box, NY                       |
| 2008–2018 | Sea Wall                           | Alex                | George Perrin      | The Bush Theatre                        |
| 2009      | Roaring Trade                      | Donny               | Roxana Silbert     | Soho Theatre                            |
| 2009      | Cock                               | M                   | James McDonald     | Royal Court                             |
| 2010      | Design for Living                  | Leo                 | Anthony Page       | Old Vic                                 |
| 2011      | A császár és a Galiléus            | Julian              | Jonathan Kent      | Royal National Theatre                  |
| 2014      | Birdland                           | Paul                | Carrie Cracknell   | Royal Court Theatre                     |
| 2015      | Letters Live                       | olvasó              |                    | Freemasons' Hall                        |
| 2015      | The Dazzle                         | Langley             | Simon Evans        | Found111 Theatre                        |
| 2017      | Hamlet                             | Hamlet              | Robert Icke        | Almeida Theatre & Harold Pinter Theatre |
| 2019      | Present Laughter                   | Garry Essendine     | Matthew Warcus     | The Old Vic                             |
| 2020      | Three Kings                        | Patrick             | Matthew Warcus     | The Old Vic                             |
| 2023      | Ványa bácsi                        | több szereplő       | Sam Yates          | Duke of York's Theatre                  |

## Díjak és jelölések

### Díjak
- 2005 – Laurence Olivier-díj – színitársulatban nyújtott kiemelkedő teljesítmény (A Girl in a Car with a Man)
- 2012 – BAFTA-díj – legjobb mellékszereplő (Sherlock)
- 2020 – Laurence Olivier-díj – legjobb színész (Present Laughter)

### Jelölések
- 2018 – Laurence Olivier-díj – legjobb színész (Hamlet)
- 2020 – Primetime Emmy-díj – legjobb vendégszereplő drámasorozatban (Fekete tükör)
- 2020 – Golden Globe-díj – legjobb mellékszereplő sorozatban, minisorozatban vagy tévéfilmben (Bolhafészek)
- 2024 – Golden Globe-díj – legjobb színész drámában (Mind idegenek vagyunk)
- 2024 – Laurence Olivier-díj – legjobb színész (Ványa bácsi)
- 2025 – Golden Globe-díj – legjobb főszereplő sorozatban, minisorozatban vagy tévéfilmben (Ripley)